# RS-68火箭发动机

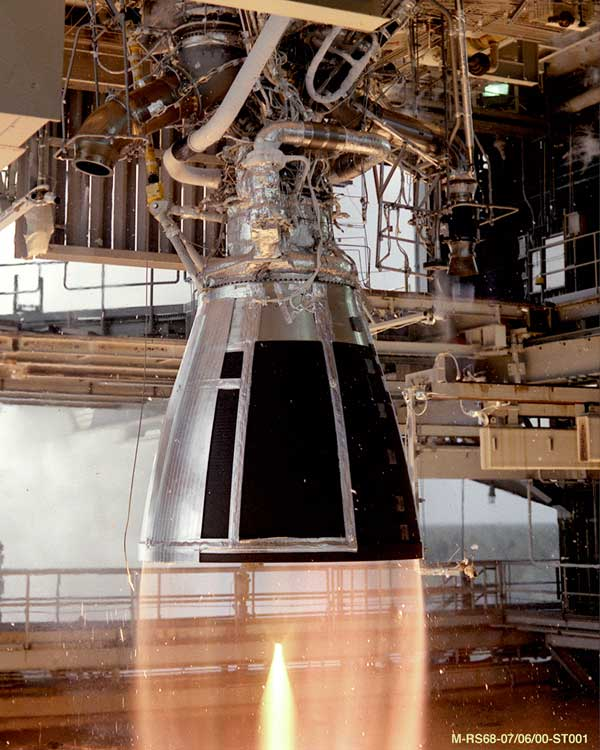
RS-68在斯坦尼斯航天中心进行热试车

RS-68（即英语：Rocket System 68的缩写）是目前推力最大的氢氧火箭发动机。它的海平面推力达到663,000 磅力（2.9 MN），真空推力达到751,000磅力（3.3 MN），两个数据都是发动机在102%工作状态下测得的。发动机研发于90年代至21世纪初，设计目标是要降低生产成本。 

## 概览
RS-68发动机由洛克达因的推进与动力分公司设计并在圣苏珊娜实验室制造，用来驱动三角洲四号運載火箭。出于简化和节约的设计目的，这款发动机的成本比航天飞机主发动机（SSME）低了将近80%，然而比冲也低了10%，推重比也有所下降。用于波音的德尔它四号的发动机成本只有1400万美元，而SSME成本是5000万。
RS-68的流控制阀可以在57%到102%的范围内控制推进剂流量。发动机采用燃气发生器循环，内置两台独立的涡轮泵。燃烧室采用了苏联发明的通道壁技术（channel-wall），即在燃烧室外层装一层壳，中空层就是冷却通道，比起其他发动机采用数百根铜管缠绕燃烧室的设计，这种设计更重，但成本大幅降低。喷嘴内壁采用烧蚀材料，可以带走燃烧产生的大量热量。这也使RS-68重量增加，但降低了制造难度。
RS-68最初在美国空军研究实验室（AFRL）做相关试验，后来转到斯坦尼斯航天中心，发动机的首次成功试车是在1998年9月11日，而火箭的首次试飞是在2002年11月20日。
RS-68也是公共推进核心（CBC）的一部分。

## 未来计划
2006年5月18日，NASA宣布战神五号上原计划使用的SSME将被五台RS-68替换。NASA看中RS-68也是因为它的低廉造价，在被NASA改进后，每台RS-68的成本也只有2000万美元。NASA对RS-68的改进包括替换了一个新的烧蚀喷嘴以适应增长的燃烧时间；缩短启动流程；更换了限制点火时氢逸出的设备；减少发射倒计时时氢的用量。改进后的RS-68的推力和比冲都会上升。现在战神五号已计划使用六台RS-68。
另有计划将两至三台RS-68用于DIRECT计划。

## 技术参数
海平面推力：650,000 磅力（2,886kN）

真空推力：  745,000 磅力（3,308 kN）

比冲：365s（海平面）/ 410 s（真空）

重量：14,560 磅（6,600 kg）

长度：96 英尺（2.4384 m）

推进剂：液氧／液氢

混合比：6:1

推重比：51.2:1

喷嘴面积比：21.5:1

室压：1,410 psia